# Casa de Saúl
La Casa de Saúl fue una dinastía reinante del Reino de Israel unido. Recibe su nombre de su fundador, Saúl.

## Narrativa bíblica
La fuente principal sobre esta dinastía son los Libros de Samuel, con documentos adicionales en los Libros de Crónicas. Una narrativa sobre Saúl y David cubre la mayor parte del primer libro de Samuel y la primera parte del segundo libro de Samuel. La narrativa comienza con la historia de las asnas perdidas y un encuentro entre Saúl y Samuel (1 Samuel 9:1–10:16) y termina con una lista de pueblos y reyes sometidos (2 Samuel 8:1–15). Hay razones para creer que varias secciones de esta narrativa fueron añadidas posteriormente. El objetivo principal de esta narración es defender la legitimidad de David como rey, a través de una translatio imperii (en latín, «transferencia del poder») de Saúl a David.
La narración presenta tres argumentos sobre la legitimidad de David como rey. El primero es que esta transferencia de poder fue decidida por Dios. El segundo es que la transferencia fue causada por el fracaso de Saúl como rey. El tercero es que el propio David no forzó su ascenso al trono. La narración presenta además a Saúl como representante de la tribu de Benjamín y a David como representante de la tribu de Judá, y abarca la historia de las dinastías que ambos fundaron: la Casa de Saúl y la Casa de David. 
En algunos pasajes de la narración se insinúa una rivalidad entre las dos dinastías. En 1 Samuel, 20:16, se menciona un pacto entre Jonatán y la Casa de David. En 1 Samuel 24:20–21, el propio Saúl predice el ascenso de David al trono y el establecimiento del Reino de Israel de la mano de David. Saúl le pide a David que jure que no eliminará a los descendientes de Saúl ni borrará el nombre de Saúl «de la casa de mi padre». En 1 Samuel 25:28, Abigail parece segura de que David establecerá una «casa firme», con el razonamiento de que David está librando las batallas de Yahweh. En 2 Samuel 3:1, se dice que las dos dinastías son rivales en una larga guerra, en la que la Casa de David se hace más fuerte y la Casa de Saúl más débil. 
Esta no es la única narración bíblica de un líder israelita o judío que obtiene una victoria importante. En el Libro de los Jueces, Barac derrota a Sísara, Aod derrota a Eglón, y Gedeón derrota a Oreb y Zeeb. En los Libros de los Reyes, Asa de Judá derrota a Basá de Israel. Pero estas narraciones de victorias son mucho más breves que la narración de Saúl y David. La razón del énfasis en esta narración fue su impacto en el público destinatario. La narración era más importante que una mera victoria en la batalla o el establecimiento de un estado, porque describía la fundación del reino donde vivía el público. 

## Reinado
Tras la muerte de Saúl, se produjo una sangrienta guerra civil entre el Reino de Israel y el Reino de Judá, representados respectivamente por la Casa de Saúl y la de David. Duró dos años. Al final de la misma, el hijo y sucesor de Saúl, Isbaal (Ish-bosheth), fue asesinado. El reino del norte de Israel envió entonces representantes a David a la ciudad de Hebrón, donde lo ungieron rey. El reinado y la muerte de Isbaal se registran en 2 Samuel, pero se omiten por completo en los Libros de las Crónicas. 
David era yerno de Saúl, ya que se había casado con la hija de Saúl, Mical. En caso de que todos los hijos de Saúl perecieran, David tenía la oportunidad de reclamar la herencia de Saúl a través de su matrimonio con Mical. Esto puede verse como una mejora de su reivindicación del poder a través de un matrimonio ventajoso. El Cronista no menciona el matrimonio de David con Mical. No hay constancia de hijos de este matrimonio. 
La genealogía de Saúl en los Libros de Crónicas (1 Crónicas 9–10) menciona a sus hijos Jonatán, Malqui-sua, Abinadab, y Eshbaal. La genealogía continúa con Meribaal, hijo de Jonatán (Mefiboset). David no se menciona como parte de esta genealogía.  La genealogía menciona a continuación a Mica, hijo de Meribaal, y a los descendientes de Mica. 